# Мындык
Мындык (рум. Mîndîc) — село в Дрокиевском районе Молдавии. Относится к сёлам, не образующим коммуну.
Село Мындык расположено на севере Молдавии в Дрокиевском районе с административным центром Дрокия. До 1997 года село входило в состав Дондюшанского района с административным центром- городом Дондюшаны.

## География
Село расположено на высоте 159 метров над уровнем моря.

## Население
По данным переписи населения 2004 года, в селе Мындык проживает 3402 человека (1584 мужчины, 1818 женщин).
Этнический состав села:
| Национальность | Число жителей | Процентный состав |
| -------------- | ------------- | ----------------- |
| молдаване      | 3337          | 98.09             |
| украинцы       | 22            | 0.65              |
| русские        | 18            | 0.53              |
| румыны         | 9             | 0.26              |
| цыгане         | 8             | 0.24              |
| гагаузы        | 1             | 0.03              |
| прочие         | 7             | 0.21              |
| Всего          | 3402          | 100 %             |